# Ekain Imaz Agirre
Pour les articles homonymes, voir Agirre.
Pas d'image ? Cliquez ici

a Compétitions nationales et continentales officielles uniquement.

b Matchs officiels uniquement.
Dernière mise à jour le 16 mars 2025.
Ekain Imaz Agirre, né le 7 décembre 2002, est un joueur international espagnol de rugby à XV. Il évolue au poste de troisième ligne au Biarritz olympique.

## Biographie
Originaire de Beasain, Ekain Imaz Agirre rejoint le Biarritz olympique en 2019 et y fait ses débuts en équipe première en avril 2023.
Il connaît sa première sélection en juin 2022 et est depuis régulièrement convoqué en équipe d'Espagne,.
Durant l'automne 2024, Il prolonge son contrat avec le Biarritz olympique.